# Ивановское сельское поселение (Владимирская область)
Ивановское се́льское поселе́ние — муниципальное образование в Ковровском районе Владимирской области Российской Федерации.
Административный центр — село Иваново.

## География
Территория поселения расположена в южной части района. Через него проходит федеральная автомобильная дорога М7 «Во́лга» и железная дорога Ковров — Муром.

## История
Ивано-Эссинский сельсовет образован в 1920-х годах в составе Клюшниковской волости Ковровского уезда, с 1929 года — в составе Ковровского района. В 1954 году Иваново-Эсинский и Алексеевский сельсоветы объединены в Ивановский сельсовет с центром в селе Иваново. В 1958 году в состав сельсовета включены населённые пункты упразднённого Шиловского сельсовета, в 1959 году — населённые пункты упразднённого Новосельского сельсовета. В 1972 году из состава сельсовета выделен Павловский сельсовет (в 1987 году вновь вошёл в состав Ивановского сельсовета).
Ивановское сельское поселение образовано 11 мая 2005 года в соответствии с Законом Владимирской области № 52-ОЗ. В его состав вошли территории бывших Ивановского, Красномаяковского, Краснооктябрьского, Павловского, Смолинского и Шевинского сельских округов.

## Население
| 2010  | 2011  | 2012  | 2013  | 2014  | 2015  | 2016  | 2017  | 2018  |
| ----- | ----- | ----- | ----- | ----- | ----- | ----- | ----- | ----- |
| 5535  | ↘5518 | ↘5474 | ↘5440 | ↘5299 | ↘5276 | ↘5235 | ↘5188 | ↘5075 |
| 2019  | 2020  | 2021  |       |       |       |       |       |       |
| ↘5001 | ↘4926 | ↗5030 |       |       |       |       |       |       |

## Состав сельского поселения
| №  | Населённый пункт    | Тип населённого пункта       | Население |
| -- | ------------------- | ---------------------------- | --------- |
| 1  | Аксениха            | деревня                      | ↘79       |
| 2  | Алексеевка          | деревня                      | ↗8        |
| 3  | Алексеевское        | село                         | ↗54       |
| 4  | Бедрино             | деревня                      | ↗21       |
| 5  | Болотский           | посёлок                      | ↘288      |
| 6  | Восход              | посёлок                      | ↘293      |
| 7  | Денисовка           | деревня                      | ↗40       |
| 8  | Дмитриевское        | деревня                      | ↗38       |
| 9  | Заполье             | деревня                      | →0        |
| 10 | Иваново             | село, административный центр | ↘1393     |
| 11 | Костюнино           | деревня                      | ↘10       |
| 12 | Красный Маяк        | посёлок                      | ↘579      |
| 13 | Красный Октябрь     | посёлок                      | ↘814      |
| 14 | Макарово            | деревня                      | ↗41       |
| 15 | Мордвины            | деревня                      | ↗51       |
| 16 | Новинки             | деревня                      | ↘14       |
| 17 | Новоберёзово        | деревня                      | ↗12       |
| 18 | Новое               | село                         | ↗8        |
| 19 | Отруб               | деревня                      | ↗26       |
| 20 | Павловское          | село                         | ↘292      |
| 21 | Плохово             | деревня                      | ↗3        |
| 22 | Подлесная Андреевка | деревня                      | →0        |
| 23 | Серково             | деревня                      | ↗4        |
| 24 | Смолино             | село                         | →377      |
| 25 | Уваровка            | деревня                      | ↘84       |
| 26 | Ченцы               | деревня                      | ↗2        |
| 27 | Шевинская           | деревня                      | ↘248      |
| 28 | Шиловское           | деревня                      | ↗34       |
| 29 | Щиброво             | деревня                      | ↗4        |
| 30 | Эсино               | деревня                      | ↗213      |